# Institutul Cultural Român
Institutul Cultural Român este organizat și funcționează ca autoritate administrativă autonomă, cu personalitate juridică, sub control parlamentar. ICR are drept scop reprezentarea, promovarea și protejarea culturii și civilizației naționale în țară și străinătate. Institutul Cultural Român are o rețea de 18 reprezentanțe, care funcționează în 17 țări, și face parte din rețeaua institutelor culturale naționale din Uniunea Europeană, EUNIC.

## Istoria ICR
În 1990 a fost înființată printr-o Hotărâre de Guvern, Fundația Culturală Română (FCR) prin preluarea activelor și pasivelor unor instituții create, prima, în 1962 (Institutul Român pentru Relații Culturale cu Străinătatea), a doua, în anul 1972 (Asociația România).. Ulterior, în 1992, s-a publicat hotărârea în Monitorul Oficial cât și statutul de funcționare, ambele republicate în 2005 cu modificările care legalizau, retroactiv, funcționarea FCR între 1990 și 1992.
ICR a fost înființat în iulie 2003 prin reorganizarea Fundației Culturale Române și a Editurii Fundației Culturale Române, la inițiativa si prin eforturile susținute ale marelui scriitor si academician Augustin Buzura. 
Institutul Cultural Român s-a aflat sub autoritatea președintelui României, care a fost președinte de onoare al acestuia. Instituția a fost condusă în perioada 2003-2005 de scriitorul Augustin Buzura, iar din 2005 până în august 2012 președintele acestei instituții a fost scriitorul Horia Roman Patapievici, secondat de vicepreședinții Mircea Mihăieș și Tania Radu și de Dan Croitoru în funcția de secretar general.
Din 2012, Institutul Cultural Român a intrat în subordinea Senatului României, prin OUG nr. 27 din 13 iunie 2012, privind unele măsuri în domeniul cultural. La data de 2 august 2012, echipa lui Horia-Roman Patapievici și-a anunțat demisia într-o conferință de presă. În luna septembrie 2012, Andrei Marga a devenit președintele ICR. Horia Gârbea și Vladimir Simon au fost numiți vicepreședinți ai instituției, iar secretar general a devenit Nicolae Brînzea.
Comisiile reunite pentru cultură și politică externă din Senat au cerut, pe 17 iunie 2013, revocarea lui Andrei Marga din funcția de președinte al Institutului Cultural Român (ICR), precum și a vicepreședinților Horia Gârbea și Vladimir Simon. Președintele Comisiei pentru cultură din Senat, Georgică Severin, a explicat atunci că motivul pentru care s-a solicitat revocarea conducerii ICR este acela că instituția nu a trimis raportul de activitate și contul de execuție bugetară pe anul 2012 până la data prevăzută de lege - 15 aprilie. Ulterior propunerii înaintate de comisiile pentru cultură și politică externă Biroului Permanent al Senatului, Andrei Marga și-a prezentat demisia din funcția de președinte al Institutului Cultural Român, „cu solicitarea ca demisia să între în vigoare imediat”.
În perioada 10 iulie 2013 - 27 aprilie 2015, funcția de președinte a Institutului Cultural Român a fost deținută de Lilian Zamfiroiu, numit de Senatul României. Vicepreședinți: Liviu Sebastian Jicman și Nagy Mihály Zoltán. În urma demisiei lui Lilian Zamfiroiu, depusă pe 24 aprilie 2015 la cabinetul Președintelui Senatului României, funcția de președinte a ICR i-a revenit lui Radu Boroianu. În Monitorul Oficial nr. 290/28.04.2015 a fost publicată Hotărârea Senatului nr. 34/28.04.2015 prin care domnul Radu Boroianu a fost numit președinte al Institutului Cultural Român.
În aprilie 2017, Liliana Țuroiu a fost numită președintele Institutului Cultural Român. Hotărârea a fost adoptată de Senat în ședința din 24 aprilie 2017, cu respectarea prevederilor art. 76 alin. (2) din Constituția României, republicată.

## Reprezentanțe
Institutul Cultural Român administrează 19 (18 reprezentanțe și o filială) centre culturale românești în afara României (7 sedii în proprietatea MAE și 11 sedii închiriate):
- Republica Moldova (Institutul Cultural Român „Mihai Eminescu” - Chișinău)
- Germania (Institutul Cultural Român “Titu Maiorescu” - Berlin)
- Belgia (Institutul Cultural Român - Bruxelles)
- Ungaria (Institutul Cultural Român - Budapesta)
- Ungaria (Seghedin - filială)
- Turcia (Institutul Cultural Român „Dimitrie Cantemir” - Istanbul)
- Portugalia (Institutul Cultural Român - Lisabona)
- Regatul Unit (Institutul Cultural Român - Londra)
- Spania (Institutul Cultural Român - Madrid)
- Statele Unite ale Americii (Institutul Cultural Român - New York)
- Franța (Institutul Cultural Român - Paris)
- Cehia (Institutul Cultural Român - Praga)
- Italia (Institutul Cultural Român - Roma
- Italia (Institutul Român de Cultură și Cercetare Umanistică - Veneția)
- Suedia (Institutul Cultural Român - Stockholm)
- Israel (Institutul Cultural Român - Tel-Aviv)
- Austria (Institutul Cultural Român - Viena)
- Polonia (Institutul Cultural Român - Varșovia)
- China (Institutul Cultural Român - Beijing)

Totodată există baza legală internă pentru înființarea de noi ICR-uri la Kiev, cu filială la Cernăuți, la Moscova și la Beijing.
În luna octombrie 2012 a fost lansat programul-pilot de înființare a filialelor ICR în provinciile istorice ale României de echipa condusă de Andrei Marga. Au fost deschise urmatoarele filiale:
- ICR Moldova, cu sediul la Iași (inaugurată pe 14 ianuarie 2013)
- ICR Dobrogea, cu sediul la Tulcea (inaugurată pe 17 ianuarie 2013)
- ICR Banat-Crișana, cu sediul la Arad (inaugurată pe 24 ianuarie 2013)
- ICR Oltenia - Gorj, cu sediul la Târgu Jiu (inaugurată la 25 ianuarie 2013)
- ICR Maramureș, cu sediul la Baia Mare (inaugurată pe 14 februarie 2013)
- ICR Transilvania, cu sediul la Cluj-Napoca (inaugurată pe 15 februarie)
- ICR Oltenia - Dolj, cu sediul la Craiova (inaugurată pe 22 februarie 2013)

Începând cu 31 iulie 2013, sub conducerea lui Lilian Zamfiroiu, filialele ICR din interiorul țării și-au încetat activitatea, programul pilot fiind considerat un eșec.

## Activitate
În perioada 2005-2012, ICR și-a propus să lucreze prin proiecte, organizând concursuri publice, în care acestea au fost evaluate de către comisii independente. 
O prioritate pentru Institutul Cultural Român privește comunitățile de vorbitori de română din țările vecine. ICR continuă organizarea cursurilor de vară pentru perfecționarea cadrelor didactice care predau limba română în aceste țări, începute încă din 1992 în perioada existenței Fundației Culturale Române.
- Prestigiul acumulat de ICR, prin șefia EUNIC (Rețeaua Institutelor Naționale de Cultură din Uniunea Europeană) preluată de ICR în intervalul iunie 2010 - iunie 2011 sub conducerea lui H.-R. Patapievici;
- Programele de finanțare în străinătate a traducerii și publicării culturii române scrise;
- Acțiuni de anvergură precum[10] : 
  - 2008 - „O jumătate de mileniu de carte tipărită pe teritoriul României” (expoziție de patrimoniu)
  - 2009 - „Culorile Avangardei. Arta în România 1910-1950“(expoziție de patrimoniu)
  - 2009 - „Luna 9 a Bucureștiului în Praga”
  - 2009 - 2010 - proiectul paneuropean „Generation 89”
  - 2009 - 2010 - Festivalul Internațional de film „New Waves, New Ways”
  - 2009 - 2011 - „Târg de arta meșteșugărească“ (ICR Praga)
  - 2011 - “Cultura română în regiunile Cehiei Moravia și Silezia“
  - 2012 - prezență apreciată la „Salonul Internațional al Cărții de la Torino”
  - 2013 - invitat de onoare „Salon du Livre” (Paris)
  - 2013 - invitat de onoare Salonul de Carte de la Göteborg
  - 2013 - gazda celei de-a șasea runde a dialogului China-EUNIC
- Reacții laudative ale unor publicații prestigioase precum „The New York Times”, „The New Yorker”, „Chicago Tribune”, „La Stampa”, „Figaro Littéraire” etc. referitoare la proiectele artistice ale institutelor culturale române

### Perioada 2005-2008

#### Situația institutului
La începutul anului 2005, din cele 19 institute înființate prin actul normativ din aprilie 2004, funcționale erau doar 5 (Paris, Berlin, Roma, Veneția, Budapesta), cu personal incomplet 2 (Praga și New York) și funcționând într-o singură persoană (atașatul cultural), dar ca o simplă anexă a ambasadei, 3 (Viena, Tel Aviv și Londra). Institutele erau carcaterizate de lipsa resurselor financiare si lipsa unei direcții de strategie culturală.
În 2008, funcționează 15 institute culturale românești în străinătate. La cele cinci institute care erau funcționale în 2004, s-au adăugat, cu ajutorul MAE (dar la inițiativa ICR), încă zece: trei în 2005 (Istanbul, Tel Aviv, Viena); patru în 2006 (Madrid, Londra, Stockholm, Varșovia), unul în 2007 (Lisabona, plus deschiderea filialei de la Seghedin a Institutului Cultural Român de la Budapesta) și în 2008 la Bruxelles. S-au făcut demersurile necesare pentru un Institut la Kiev, cu filială la Cernăuți.
Directorii au fost responsabilizați prin evaluările anuale, iar referenții au fost responsabilizați prin modul în care au fost selectați, potrivit unor competențe specifice și în acord cu niște criterii obiective (concurs public, cu procedurile de selecție transparente). Echipa, în întregul ei, a fost responsabilizată prin: 
- alocarea către fiecare institut a unui buget anual, fixat în funcție de performanțele sale anterioare;
- lucrul pe programe coerente, construite în acord cu un program-cadru anual, aprobate în funcție de calitatea lor.[11]

#### Buget perioada 2004-2008
| Buget Institut 2004-2008 | Buget Institut 2004-2008 | Buget Institut 2004-2008 | Buget Institut 2004-2008 | Buget Institut 2004-2008 | Buget Institut 2004-2008 |
| Moneda                   | 2004                     | 2005                     | 2006                     | 2007                     | 2008                     |
| ------------------------ | ------------------------ | ------------------------ | ------------------------ | ------------------------ | ------------------------ |
| EURO                     | 2 milioane               | 2,25 milioane            | 5,3 milioane             | 10,3 milioane            | 10,55 milioane           |
| RON                      | 8,2 milioane             | 8,153 milioane           | 18,696 milioane          | 34,3 milioane            | 39,015 milioane          |

#### Programe
- 2005
  - 9-24 aprilie: Bienala Internațională de Artă „Insula poeziei“ (Veneția).
  - „România în Advent“ (concerte susținute de formații și coruri din România în biserici și săli din Marea Britanie, Spania, Italia, Olanda, Irlanda).
  - Anul Internațional „George Enescu“, cele mai importante activități fiind prima montare a operei Oedipe în Statele Unite (realizată de ICR împreună cu College of Fine and Applied Arts al Universității din Illinois și Illinois Art Council) și publicarea a șase caiete incluzând lucrări inedite ale lui George Enescu, editate de reputatul violonist și muzicolog Sherban Lupu, profesor la Universitatea din Illinois.
  - Programul „20 de autori“, primul din garnitura de programe imaginate de ICR în vederea promovării după un sistem nou a creației literare românești pe piața internațională de carte. Până la acest program, ideea era ca traducerile să fie publicate în țară (dezavantaj major: oricât de bune ar fi fost traducerile și oricât de remarcabile condițiile de tipărire, tirajul nu putea fi distribuit, deoarece nici o editură din străinătate nu distribuie ceea ce nu produce). Schimbarea a fost să se lase în sarcina editurii străine distribuția, cartea tradusă fiind produsul său editorial, realizat însă cu susținerea ICR, care asigură finanțarea integrală a traducerii (printr-un contract direct cu traducătorul) și participă la acoperirea unei părți din cheltuielile de tipărire. Selecția celor douăzeci de autori a fost făcută de un juriu de specialiști, convocat prin mobilizarea opțiunilor furnizate în scris de cele mai importante reviste de cultură din țară. Acest juriu a decis care cărți românești din domeniul literaturii, artelor și filosofiei merită să fie promovate în străinătate pe bani publici.

- 2006
  - Programul CANTEMIR a fost înființat ca un program-pilot de finanțare a proiectelor culturale românești adresate mediului internațional, cu intenția de a-l verifica și extinde în viitor ca principal program de export al culturii române.
  - Programul TPS (Translation and Publication Support Programme) a fost lansat ca un program de finanțare a editorilor străini pentru traducerea autorilor români, care își propune să faciliteze accesul publicului străin la literatura română și să sprijine prezența autorilor români pe piața internațională de carte, prin finanțarea costurilor de traducere (și publicare, atunci când este cazul). TPS este echivalentul românesc al unui mare număr de programe similare din întreaga lume.
  - Programul de formare a tinerilor traducători, menit să precipite apariția unei noi generații de traducători din literatura română într-un număr cât mai mare de limbi străine.
  - Programul de sprijinire a traducători profesioniști existenți. ICR oferă candidaților selecționați de jurii externe posibilitatea de a petrece în România o perioadă de timp care să le permită cunoașterea directă a literaturii române și a mediului care o definește.
  - Programul burselor „Constantin Brâncuși“ și „George Enescu“ de la Cité Internationale des Arts, care oferă artiștilor români ocazia de a lucra într-un mediu artistic internațional, apt introducerii lor în circuitul „cotidian“ al valorilor europene.

- 2007
  - Programul CANTEMIR a fost diversificat pe secțiuni, adresându-se atât operatorilor culturali din România care doresc să asigure o participare românească la festivaluri internaționale importante (Secțiunea Festival – Culture by Request), cât și operatorilor culturali din România și din afara României care au inițiat proiecte de promovare a culturii și civilizației românești în străinătate (Secțiunea Promovare – Culture to Go), precum și proiectelor de cooperare culturală menite să încurajeze dialogul intercultural (Secțiunea Cooperare – Culture to Share).
  - Programul Publishing România, o extindere a programului TPS care să țină seama de primele semnale pozitive primite din piață și care să permită inclusiv publicarea (în străinătate) a unor reviste dedicate culturii și civilizației românești.
  - Programele „România în Advent“ și „România de lângă tine“, menite să pregătească vizibilitatea ca „țară normală“ în ochii oamenilor obișnuiți din țările Uniunii Europene, înainte de intrarea în clubul european, ajutând la construirea unei strategii, a stabilirii de parteneriate cu instituții extrem de vizibile din străinătate: festivaluri internaționale, centre de studii importante, mari ansambluri și agenții artistice.

- 2008
  - Centrul Național al Cărții (CENNAC)

#### Alte activități
- În 2007 ICR a inițiat rezidența și concertele Cvartetului Belcea la Ateneul Român, proiect continuat în 2008.
- Anul 2007 este anul lansării primei expoziții concepute și finanțate de ICR, „Culorile avangardei. Arta în România 1910–1950“ (un concept realizat de Erwin Kessler ca prezență a Institutului în cadrul programelor „Sibiu – Capitală Culturală Europeană 2007“). Expoziția, itinerată în 2008 va fi prezentă și anii următori la diferite muzee din străinătate.
- ICR a preluat din 2007 organizarea Festivalului Filmului European, la început împreună cu Reprezentanța Comisiei Europene în România, iar 2008 singur, când a înregistrat cel mai mare număr de spectatori din istoria festivalului de până atunci – peste 15000.
- Tot în 2007, la Viena, România a aderat la EUNIC (European Union of National Institutes for Culture)
- În 2008 a organizat pentru prima oară singur Festivalul Filmului European (înregistrând cel mai mare număr de spectatori din istoria festivalului – peste 15 000).
- A semnat cu prestigiosul Woodrow Wilson International Center for Scholars (Washington D.C.) un program de burse de cercetare, care va permite din 2009 unui număr de trei cercetători români, în fiecare an, să fie preluați pentru patru luni în rezidențiat la această instituție
- În iunie 2008, ICR a fost ales în poziția de al doilea vicepreședinte EUNIC, urmând ca în 2009 să devină primul vicepreședinte, iar apoi, în 2010, să devină președintele tuturor Institutelor naționale de cultură din Europa unită. Prin această alegere, ICR iese din tradiționalul său anonimat provincial și începe să existe pe harta institutelor naționale de cultură din Europa, pe picior de egalitate cu marile institute de tip British Council, Goethe Institut, Institut Français, Instituto Cervantes, etc.

### Perioada anului 2009

#### Situația institutului
ICR a funcționat, în această perioadă, cu un număr de 16 institute (Berlin, Bruxelles, Budapesta, Istanbul, Lisabona, Londra, Madrid, New York, Paris, Praga, Roma, Stockholm, Tel Aviv, Varșovia, Veneția, Viena)
Detalii despre programele și proiectele derulate de ICR în anul 2009 pot fi găsite în raportul de activitate publicat pe site, la http://www.icr.ro/bucuresti/rapoarte-de-activitate/

#### Buget
Bugetul ICR pe anul 2009 a suferit, în total, o reducere de 12,44%, ajungând la suma de 38 400 000 lei.

#### Programe
- În perioada octombrie-decembrie 2009, Institutul Cultural Român „Titu Maiorescu“ de la Berlin a organizat o serie de șase concerte ale formației Archaeus, conduse de Liviu Dănceanu. Concertele s-au desfășurat în două perioade în diferite orașe din Germania (Berlin, Mannheim, Düsseldorf, Köln).
- Proiectul „Bucharest – Café“, având loc evenimente muzicale, proiecții de film, expoziții de fotografie și spectacole de teatru-cabaret, toate pe tema artei populare urbane românești în perioada 1900- 1940. Seria de manifestări a marcat vizita oficială a MS Albert al II-lea, regele Belgiei la București, prima vizită în România a unui suveran belgian după al Doilea Război Mondial, desfășurată în perioada 7-9 iulie 2009.
- Invitat de onoare la Târgului Internațional de Carte de la Budapesta;
- Invitat în cadrul Festivalului de la Edinburgh;
- Institutul Cultural Român de la Madrid a organizat „Săptămâna Europei“ în perioada 6-13 mai 2009, sub genericul „Din Madrid spre Europa”.
- O amplă manifestare dedicată Culturii Cucuteni s-a desfășurat în perioada 10 noiembrie 2009 – 25 aprilie 2010, la Institute for the Study of the Ancient World din cadrul New York University, fiind prima expoziție dedicate Culturii Cucuteni în spațiul nord-american la ISAW.
- Institutul Cultural Român de la Paris a organizat două concerte a pieselor vocale compuse de George Enescu;
- ICR Paris a organizat colocviul internațional „Intelectualul public în Europa 1989-2009“, desfășurat la Senatul Franței și la Goethe-Institut.
- Programul „Luna 9/nouă a Bucureștiului în Praga“, a fost structurat pe patru perioade istorice: „București: 1859-1917“, „București: 1918-1939“, „București: 1940- 1989“, „București: 1990-2009“ și a cuprins spectacole de teatru, expoziții, lecturi, mese rotunde.
- Accademia di Romania din Roma a organizat colocviul internațional „Constantin Noica și filosofia ca mântuire“;
- În timpul Săptămânii Nobel (7-12 decembrie), ICR Stockholm a organizat la sediul său o întâlnire cu circuit închis care a avut-o ca invitată de onoare pe Herta Müller și un concert din repertoriul Mariei Tănase, susținut de Sanda Weiglș. În luna decembrie, ICR Stockholm a organizat, la sediul său, o instalație de artă conținând fotografii ale autoarei și traduceri ale cărților acesteia în limbile română și suedeză, precum și înregistrarea audio a lecturii poemelor cuprinse în volumul „Este sau nu este Ion”.
- Turneul Fanfarei Shavale în Israel, cu un repertoriu cu piese combinând mai multe stiluri de muzică tradițională românească, piese din folclorul spațiului balcanic, dar și klezmer, a a avut concerte in diferite orașe: la Petach Tikva Center for Performing Arts, la Haifa (dintre care un concert dedicat copiilor), la sala de festivități a Școlii Fihman din Ramat Remez, un workshop-concert la Colegiul Academic WIZO și concertul de deschidere a Festivalului Hag haHagim, dedicat celor mai importante sărbători de sezon ale marilor religii monoteiste: Hanukka, Crăciun și Eid al-Adha.

Calificativele acordate pentru activitatea din 2009: 
- ICR „Titu Maiorescu“ Berlin – Satisfăcător,
- CRI Bruxelles – Bine,
- ICR Budapesta – Bine,
- ICR „DimitrieCantemir“ Istanbul – Nesatisfăcător,
- ICR Lisabona – Satisfăcător,
- ICR Londra – Excepțional,
- ICR Madrid – Nesatisfăcător,
- ICR New York – Excepțional,
- ICR Paris–Bine,
- ICR Praga–Foarte bine,
- Accademia di Romania – Bine,
- ICR Stockholm – Excepțional,
- ICR Tel Aviv – Nesatisfăcător,
- ICR Varșovia – Excepțional,
- IRCCU Veneția – Foarte bine,
- ICR Viena – Foarte bine.

### Perioada anului 2010
Bugetul ICR pe anul 2010 a fost de 46 663 000 lei.
Detalii despre programele și proiectele derulate de ICR în anul 2010 pot fi găsite în raportul de activitate publicat pe site, la http://www.icr.ro/bucuresti/rapoarte-de-activitate/
Calificativele acordate pentru activitatea din 2010: 
- ICR „Titu Maiorescu“ Berlin – Bine,
- CRI Bruxelles – Satisfăcător,
- ICR Budapesta – Foarte bine,
- ICR „Dimitrie Cantemir“ Istanbul – Satisfăcător,
- ICR Lisabona – Bine,
- ICR Londra – Excepțional,
- ICR Madrid – Foarte bine,
- ICR New York – Excepțional,
- ICR Paris – Foarte bine,
- ICR Praga – Foarte bine,
- Accademia di Romania – Bine,
- ICR Stockholm – Excepțional,
- ICR Tel Aviv – Bine,
- ICR Varșovia – Excepțional,
- IRCCU Veneția – Excepțional,
- ICR Viena – Foarte bine

### Perioada anului 2011
Bugetul ICR pe anul 2011 a fost de 44 000 000 lei .
- 859 – evenimente organizate de institutele culturale românești din străinătate
- 111 – evenimente în România
- 31 – evenimente dedicate românilor din diaspora
- 23 – evenimente EUNIC
- 2670 – artiști și personalități culturale au luat parte la proiecte derulate de ICR în străinătate
- 2680000 – persoane din afara României au participat la evenimentele ICR
- 65 – titluri publicate în străinătate cu sprijinul financiar al ICR
- 93 – beneficiari ai burselor și rezidențelor ICR
- 250 – cursanți au învățat limba română în România (la București și Brașov)
- peste 2500 – menționări în mass-media din România

Cărțile publicate de Editura Institutului Cultural Român, precum și revistele „Lettre Internationale” și „Euresis”, pot fi comandate din librăria online a ICR, lansată în 2011, la http://www.e-icr.ro/.
Detalii despre programele și proiectele derulate de ICR în anul 2011 pot fi găsite în raportul de activitate publicat pe site, la http://www.icr.ro/bucuresti/rapoarte-de-activitate/

### Perioada anului 2012
Bugetul ICR pe anul 2012 a fost de 28 631 000 lei .
Institutul Cultural Român a înregistrat în ultimele patru luni ale anului 2012 schimbări majore. Programele s-au diversificat, încât să întâmpine și să sprijine efortul de consacrare al creatorilor. S-a asumat un concept lărgit de cultură (incluzând, alături de literatură, film, muzică, arte plastice, și științele sociale, științele în înțeles cuprinzător, cu aplicațiile lor tehnologice, filosofia, teologia), conform abordărilor europene și practicilor culturale contemporane. S-a trecut la organizarea filialelor ICR în capitalele culturale ale provinciilor istorice ale țării. Posturile din Institutele Culturale Române din străinătate au trecut în regimul concursurilor. A început transferul de cărți și publicații dinspre editurile autohtone spre institutele culturale române din exterior.

### Perioada anului 2013
Institutul Cultural Român (ICR) a cheltuit în primul trimestru al anului 2013 aproximativ 11% din bugetul total alocat instituției pentru acest an, de 30.116.000 de lei .

## Controverse

### Turnătorii la Securitate
În iulie 2008, scriitoarea româno-german Herta Müller a publicat în Frankfurter Rundschau o scrisoare deschisă adresată lui Horia-Roman Patapievici, în care critica inițiativa ICR Berlin de a invita la școală de vară doi oameni care fuseseră anterior informatorii Securității, Sorin Antohi și Andrei Corbea-Hoișie. Scriitoarea, care la acel moment încă nu primise Premiul Nobel, deplângea că un turnător și un impostor academic (se dezvăluise că Antohi nu avea doctoratul) reprezentau România în Germania, sfârșind scrisoarea cu avertizarea că nu va mai călca pragul ICR Berlin. Patapievici a răspuns pe 25 iulie 2008, susținând că legislația României nu îi permite să își impună atitudinile sale morale în decizii insituționale și că întrucât România nu avea o lege care să îi discrimineze pe foștii colaboratori ai Securității, îngrădindu-le drepturile civile, el nu ar fi îndreptățit să o facă. De asemenea afirma că Uniunea Europeană s-ar fi pronunțat împotriva unei astfel de legi. În dezbaterea din același ziar a intervenit pe 30 iulie 2008 și Ernest Wichner, directorul Literaturhaus Berlin, o organizație a landului Berlin, susținând că Patapievici ar fi avut dreptul să refuze colaborarea cu orice persoană degradată moral, lucrul acesta neîncălcându-le libertățile civile.

### Poneiul roz
Un incident a fost declanșat de o expoziție organizată de Institutul Cultural Roman din New York, în iulie 2008, după ce unul dintre exponate a fost criticat de către un scriitor de la o publicație în limba română a românilor din diaspora, New York Magazin. Intitulată Libertatea pentru oamenii leneși, expoziția prezenta lucrările a trei artiști români de stradă. Printre un număr mare de obiecte de artă era un ponei de lungimea unei palme cu o zvastică ștampilată pe spate.
În timp ce această figurină mică era singurul obiect din întreaga colecție care avea o astfel de trimitere și expozanții au explicat că sensul exponatului a fost ironic, scriitorul a etichetat întreaga expoziție sponsorizată de ICR ca populată de „figuri sinistre” și obscene. Departamentul de Poliție din New York a fost chemat să investigheze așa-numita forma de „antisemitism” și a respins plângerea, considerând-o nefondată.
Cu toate acestea, problema a fost apoi preluată de presa de scandal și de politicienii din România critici a ICR-ului . Președintele Senatului român, Nicolae Văcăroiu, membru al partidului de opoziție PSD, care pierduse poziția sa de președintele de onoare al ICR în fața lui Traian Băsescu, a solicitat Comisiei de Cultură din Senat investigarea acestui eveniment.
Susținătorii expoziției, inclusiv Patapievici, au susținut că de fapt, controversa a fost în esență un nonsens și exploatată de către criticii Institutului, pentru a încerca să discrediteze conducerea Institutului și Președintele român. Ei au subliniat faptul că astfel de expresii artistice au fost frecvente în Statele Unite și în comunitatea internațională și că explicațiile artiștilor în legătură cu sensurile exponatelor au fost în mare măsură ignorate de către politicienii români .
Scriitoarea Herta Müller, care îl criticase anterior pe Patapievici, situa mobilul scandalului în politică, spunând: „campania politică dusă acum împotriva ICR îmi amintește de vremea dictaturii”. Făcând referire la comisia de anchetă din Senat, condusă de Adrian Păunescu, Müller spunea că faptul că „după căderea lui Ceaușescu, poetul de curte al dictatorului emite judecăți asupra moralei culturii române este o monstruozitate”.

### Scandalul caloriferului
Prezent într-o dezbatere televizată pe tema sumelor investite de Institutul Cultural Român (ICR) în perioada în care era condus de Horia-Roman Patapievici și despre proiectele prin care ICR intenționează să promoveze cultura română în străinătate, Andrei Marga, în timpul mandatului de președinte ICR, a declarat:
„Institutele trebuie să revadă conceptul de cultură cu care operează, trebuie să venim la un concept natural de cultură, inclusiv cu filmul. Filmul a făcut pași mari în România, muzica, arte plastice, fără dubii, trebuie să facem loc și știintelor și tehnologiilor. Dau un exemplu, caloriferul este o invenție transilvană, câți știu de asta?”.
Europarlamentarul PDL Sebastian Bodu a declarat că ideea lui Andrei Marga de a da caloriferul drept exemplu de produs cultural este „o gafă” care nu a reușit să producă decât „ilaritate generală”, și a cerut demisia lui Andrei Marga „nu de onoare, ci de jenă”.

### Cartea lui Andrei Marga
Andrei Marga, în timpul mandatului de președinte ICR, a publicat o carte proprie („Cultură, democrație, modernizare”) la editura Institului Cultural Român, ridicând suspiciuni asupra verticalității acestui comportament. Totodată, Marga, nu a putut răspunde corect nici la numărul de exemplare publicate, nici la prețul de vânzare, nici nu a știut cât a costat cartea . El s-a apărat motivând că volumul „Cultură, democrație, modernizare” nu este o carte pentru CV-ul sau palmaresul său, fiind o „carte de lucru” pentru angajații și partenerii Institutului.

### Numirile la ICR Kiev și ICR Moscova
Pe site-ul Institutului Cultural Român au fost anunțate (pe 29 octombrie 2012, respectiv 01 noiembrie 2012) numirile a doi directori, unul la ICR Kiev (Nadia Moșanu, nora domnului Alexandru Moșanu), celălalt la ICR Moscova (Florina Mohanu, ce conduce și Centrul Cultural Rus de la ASE București), ambele persoane fiind acuzate de vicepreședintele PDL Radu F. Alexandru ca fiind din zona de influență rusă.
MAE a transmis printr-un comunicat de presă că nu a primit cele două numiri pentru aprobare pentru că ICR Kiev și ICR Moscova sunt în curs de operaționalizare.

### Festivaluri neeligibile
Pe 13 martie 2013 Institutul Cultural Român a publicat o listă cu proiecte culturale eligibile pentru finanțare în anul 2013. După cum reiese din listă, o serie de festivaluri cu tradiție din România au fost declarate neeligibile. Reprezentanții ICR au declarat că proiectele declarate neeligibile nu au depus toate actele solicitate pentru concurs. Proiecte renumite considerate neeligibile:
- Festivalul Internațional TIFF de la Cluj;
- Festivalul de Jazz de la Sibiu;
- Festivalul de film independent Anonimul;
- Festivalul National de Teatru organizat de UNITER;
- Festivalul de film documentar One World Romania;
- Festivalul National de Teatru Tanar IDEO IDEIS;
- producția pe DVD a filmului premiat la Cannes „După dealuri” și regizat de Cristian Mungiu.

## Critici
În august 2012, conducerea ICR, formată din președintele Horia-Roman Patapievici și vicepreședinții Tania Radu și Mircea Mihăieș au demisionat, acuzând puterea politică de faptul că „a rupt orice legătură cu intelectualitatea”.
În anul 2013, poeții Dan Sociu și Andrei Dósa au refuzat premiile oferite de ICR, în semn de protest față de dependența acestei instituții față de factorul politic.